# Attentats de Nassiriya du 14 septembre 2017
Les attentats de Nassiriya du 14 septembre 2017 perpétrés par l'État islamique contre des chiites ont lieu pendant la seconde guerre civile irakienne dans la province de Dhi Qar et font 84 morts et 93 blessés. 

## Déroulement
L'attaque est menée par une demi-douzaine de djihadistes déguisés en miliciens chiites des Hachd al-Chaabi. Ces derniers prennent d'abord pour cible un restaurant, au sud-ouest de la ville à majorité chiite de Nassiriya : un kamikaze se fait exploser, les autres assaillants ouvrent ensuite le feu et jettent des grenades sur la foule. Les assaillants prennent ensuite la fuite à bord d'un véhicule puis se font exploser à un point de contrôle situé sur une autoroute à proximité de la ville, régulièrement empruntée par des pèlerins chiites en route vers les villes saintes de Nadjaf et de Kerbala.

## Revendication
L'attentat est revendiqué le jour même par l'État islamique via son agence Amaq.

## Bilan humain
Le 15 septembre, Jassem al-Khalidi, directeur général de la Santé pour la province de Dhi Qar, déclare que le bilan des attaques est alors d'au moins 84 morts et 93 blessés. Parmi les tués figurent sept Iraniens.